# Adoxomyia aureovittata
Adoxomyia aureovittata är en tvåvingeart som först beskrevs av Jacques-Marie-Frangile Bigot 1879.  Adoxomyia aureovittata ingår i släktet Adoxomyia och familjen vapenflugor. Inga underarter finns listade i Catalogue of Life.